# ديفيد مندوزا أريلانو
ديفيد مندوزا أريلانو هو سياسي مكسيكي، ولد في 19 أكتوبر 1970 في مدينة مكسيكو في المكسيك. نشط حزبياً في حزب الثورة الديمقراطية. وقد انتخب عضو مجلس النواب المكسيك ‏.